# David Partridge
David Partridge (Westminster, 26 novembre 1978) è un ex calciatore gallese, di ruolo difensore.

## Carriera

### Club
Dopo aver giocato con numerose squadre di club, per poi trasferirsi nel 2010 al Cambridge United dove chiude la carriera.

### Nazionale
Ha rappresentato tra il 2005 e il 2006 la Nazionale gallese.